# Leptodesmus corcovadis
Leptodesmus corcovadis är en mångfotingart som beskrevs av Henri W. Brölemann 1903. Leptodesmus corcovadis ingår i släktet Leptodesmus och familjen Chelodesmidae. Inga underarter finns listade i Catalogue of Life.